# TimeSplitters: Future Perfect
TimeSplitters: Future perfect (TimeSplitters: Futuro perfecto) es la tercera y última entrega de la saga TimeSplitters. Este que fue desarrollado por Free Radical y publicado por EA Games. Este videojuego, que opta por la acción en primera persona, vuelve a innovar como hizo su antecesor, TimeSplitters 2. Esta vez fue EA Games quién se ocupó de la distribución (conocidos por la saga Medal of Honor y la de 007) y, como hizo la anterior entrega, mejoró en muchos más aspectos que TimeSplitters 2 respecto a TimeSplitters. 

## Mejoras
- Los gráficos mejoraron una vez más y las escenas de vídeo alcanzaron más fluidez y aumentaron.
- Los niveles y el número de personajes creció notablemente, incluyéndose de nuevo las ambientaciones y personajes de las otras dos entregas.
- Los aliados interactúan con el protagonista y le ayudan en todo lo que pueden, por lo que el jugador no está sólo en ninguna misión.
- El jugador puede controlar vehículos y disparar desde ellos junto a un compañero.
- El modo En línea aún permanece en la saga.
- El editor de mapas crece notablemente debido a las nuevas instrucciones y a la mayor capacidad de incluir personajes controlados por la IA.

## Argumento
El argumento de este videojuego se sitúa en el final de la segunda parte, TimeSplitters 2. El sargento Cortéz, tras haber perdido a su compañera la soldado Hart, logra escapar de la estación de los timesplitters con los cristales del tiempo justo antes de que ésta reviente. Cuando está llegando a la base terrestre, un impacto de láser alcanza su nave y cae en pleno territorio hostil, en el que están atacando los timesplitters. Cortéz consigue llegar a la base avanzando e introduce los cristales en una máquina del tiempo. Las primeras pistas comienzan en una isla de Escocia que fue destruida por la Royal Navy en 1924. A partir de aquí, Cortez tendrá que recorrer diversas épocas históricas, desde la Guerra fría en la Rusia de 1969 hasta una guerra robótica en el 2243. Atravesando situaciones tan trepidantes y divertidas como destruir un tanque, subir a un tren que contiene una bomba atómica lista para desencadenar una tercera guerra mundial y una mansión repleta de engendros y zombis al más puro estilo "Resident Evil", donde encuentra al creador de los Timesplitters, Jacob Crow, buscando la manera de alcanzar la inmortalidad, descubriendo su relación con los "Splitters".

## Modomultijugador
TimeSplitters 2 influenció mucho a este videojuego porque es extremadamente parecido a él. Unas innovaciones son que los huecos de elegir arma pasan de ser cinco a ser seis, que comienza a haber vehículos y que los asaltos dan la nueva opción de jugar como defensor. Por lo demás, es muy parecido. Las granadas aparecen por primera vez independientes (no son sólo utilizadas como disparo secundario como en anteriores entregas). El modo En línea entra en la saga con capacidad para ocho jugadores en PlayStation 2 y con dieciséis en Xbox. Este modo sigue las mismas normas que el modo Offline, por lo que la única diferencia radica en el control de los jugadores. Las ligas vuelven y con ellas la obtención de más armas y personajes y con la misma clasificación por copas. El editor de mapas adquiere modernidad y así se construye con más piezas, más objetos y unas órdenes del juego más variadas y con cinco veces más de capacidad para colocar enemigos en el nivel (cincuenta como mucho). Por el resto es igual. También contiene otra vez el modo historia cooperativo en el que ambos jugadores completan los niveles para acabar el videojuego.

## ModoTorneo
Ente modo es el predecesor del modo "Reto" de TimeSplitters 2 y es también muy parecido. Esta vez las pruebas son más variadas, como ayudar a varios monos a bailar en una discoteca o disparar a aviones de la Primera Guerra Mundial desde un puesto de ametralladora.

## Niveles
En el modo historia nos podemos encontrar con 13 diferentes niveles, estos son:
- ¡Hora de partir!
- Valor escocés
- El contacto ruso
- El Khallos Express
- Mansión de la locura
- Criaturas del abismo
- Incursión
- U-Genix
- La guerra de las máquinas
- Algo pasó con Crow
- Por la carretera
- El encapuchado
- Futuro Perfecto

En el modo multijugador puedes jugar en 15 niveles diferentes:
- Vietnam
- Hotel
- Venecia
- Templo
- Disco
- Metro
- Dirigible
- Cárcel de Marte
- Siberia
- Búnker
- VR
- Puerto espacial
- Chino (TS1)
- Misión mexicana (TS2)
- Zona de prácticas (TS2)